# جام اتحادیه فوتبال انگلستان ۲۲–۲۰۲۱
جام اتحادیه فوتبال انگلستان ۲۲–۲۰۲۱ ۶۲امین فصل از جام اتحادیه باشگاه‌های انگلستان بود (که به‌دلیل حامی مالی آن، به‌عنوان جام کارابائو (به انگلیسی: Carabao Cup) شناخته می‌شود). تمامی باشگاه‌های لیگ برتر فوتبال انگلستان و لیگ فوتبال اجازه حضور را در این رقابت‌ها داشتند.
قهرمان این جام به مرحله پلی‌آف لیگ کنفرانس اروپا ۲۳–۲۰۲۲ راه می‌یابد.
مسابقات در تاریخ ۳۱ ژوئیه ۲۰۲۱ آغاز شد و فینال به میزبانی ورزشگاه ومبلی در ۲۷ فوریه ۲۰۲۲، میان چلسی و لیورپول برگزار شد. پس از تساوی بدون گل در وقت‌های معمول و سپس وقت‌های اضافه، لیورپول با پیروزی ۱۱–۱۰ در ضربات پنالتی، نهمین قهرمانی خود را در جام اتحادیه به دست آورد و رکورددار شد.
منچستر سیتی قهرمان چهار دوره قبل و مدافع عنوان قهرمانی در این فصل بود، اما در دور چهارم به دست وستهام یونایتد حذف شد.

## جواز حضور
تمامی ۹۲ باشگاه در لیگ برتر و لیگ فوتبال انگلیس وارد جام اتحادیه این فصل شدند. جواز حضور در بین ۴ لیگ برتر سیستم لیگ‌های فوتبال انگلیس توزیع شد. برای قرعه‌کشی دو دور اول، باشگاه‌ها به دو دسته شمالی و جنوبی تقسیم شدند.
در دور اول، ۲۲ باشگاه از ۲۴ باشگاه چمپیونشیپ و تمام باشگاه‌های لیگ یک و لیگ دو وارد رقابت‌ها شدند.
دور بعد، دو باشگاه باقیمانده از دسته چمپیونشیپ که در فصل ۲۱–۲۰۲۰ از لیگ برتر در رده‌های هجدهم و نوزدهم قرار گرفتند (فولام و وست برومویچ آلبیون)، و باشگاه‌های لیگ برتر که در لیگ قهرمانان، لیگ اروپا یا لیگ کنفرانس شرکت نداشتند، وارد مسابقات شدند.
|                            | باشگاه‌های واردشده به این دور                                               | باشگاه‌های پیروز در دور قبل  | تعداد بازی‌ها     |
| -------------------------- | -------------------------------------------------------------------------- | --------------------------- | ---------------- |
| دور اول (۷۰ باشگاه)        | - ۲۴ باشگاه از لیگ دو - ۲۴ باشگاه از لیگ یک - ۲۲ باشگاه از چمپیونشیپ       | - ن/م                       | ۳۵               |
| دور دوم (۵۰ باشگاه)        | - ۲ از چمپیونشیپ - ۱۳ باشگاه لیگ برتر (باشگاه‌های غایب از رقابت‌های اروپایی) | - ۳۵ تیم پیروز در دور اول   | ۲۵               |
| دور سوم (۳۲ باشگاه)        | - ۷ باشگاه لیگ برتر (باشگاه‌های شرکت‌کننده در رقابت‌های اروپایی)              | - ۲۵ تیم پیروز در دور دوم   | ۱۶               |
| دور چهارم (۱۶ باشگاه)      | - تیم جدیدی به دور چهارم وارد نشد.                                         | - ۱۶ تیم پیروز در دور سوم   | ۸                |
| یک‌چهارم نهایی‌ها (۸ باشگاه) | - تیم جدیدی به یک‌چهارم نهایی‌ها وارد نشد.                                   | - ۸ تیم پیروز در دور چهارم  | ۴                |
| نیمه نهایی‌ها (۴ باشگاه)    | - تیم جدیدی به نیمه نهایی‌ها وارد نشد.                                      | - ۴ تیم پیروز در دور پنجم   | ۴ (رفت و برگشتی) |
| فینال (۲ باشگاه)           | - تیم جدیدی به فینال وارد نشد.                                             | - ۲ تیم پیروز در نیمه نهایی | ۱                |

## دور اول
مجموعاً ۷۰ تیم در دور اول رقابت کردند: ۲۴ تیم از لیگ دو (سطح ۴)، ۲۴ تیم از لیگ یک (سطح ۳) و ۲۲ تیم از چمپیونشیپ (سطح ۲). قرعه کشی این مرحله بر اساس منطقه جغرافیایی شمالی و جنوبی انجام شد و تیم‌ها به مصاف حریفانی از همان منطقه خود می‌رفتند.

### بخش شمالی
| ۱ اوت ۲۰۲۱                           | شفیلد ونزدی (۳) | ۰–۰ (۲–۴ پنالتی)                    | هادرزفیلد تاون (۲) | شفیلد                                                       |
| ۱۳:۰۰ BST                            |                 | گزارش                               |                    | ورزشگاه: ورزشگاه هیلزبورو تماشاگران: ۱۲٬۸۶۰ داور: دارن باند |
|                                      | ضربات پنالتی    |                                     |                    |                                                             |
| - هاچینسون - آدنیران - لونگو - پالمر |                 | - رودز - توماس - سینانی - او'برایان |                    |                                                             |

| ۱۰ اوت ۲۰۲۱ | بارو (۴) | ۱–۰   | اسکانتورپ یونایتد (۴) | باوو-این-فورنس                                             |
| ۱۹:۴۵ BST   | سی ۵۰'   | گزارش |                       | ورزشگاه: هوکر استریت تماشاگران: ۱٬۳۲۰ داور: اولیور لنگفورد |

| ۱۰ اوت ۲۰۲۱ | بلکبرن روورز (۲) | ۱–۲   | مورکم (۳)                   | بلکبرن                                                          |
| ۱۹:۴۵ BST   | دولان ۲۲'        | گزارش | - استاکتون ۵۲' - فیلیپس '۸۴ | ورزشگاه: ورزشگاه ایوود پارک تماشاگران: ۵٬۲۸۳ داور: استیو مارتین |

| ۱۰ اوت ۲۰۲۱                                     | بولتون واندررز (۳) | ۰–۰ (۵–۴ پنالتی)                   | بارنزلی (۲) | هورویچ                                                  |
| ۱۹:۴۵ BST                                       |                    | گزارش                              |             | ورزشگاه: ورزشگاه مکرون تماشاگران: ۷٬۱۴۷ داور: اولی ییتس |
|                                                 | ضربات پنالتی       |                                    |             |                                                         |
| سارسیویچ · ایسگروو · باکایوکو · کاچونگا · شیهان |                    | بنسون · کین · هلیک · ویلیامز · کول |             |                                                         |

| ۱۰ اوت ۲۰۲۱                                     | دربی کانتی (۲)                                  | ۳–۳ (۵–۳ پنالتی)           | سالفورد سیتی (۴)               | داربی (انگلستان)                                          |
| ۱۹:۴۵ BST                                       | - هاچینسون ۴۳' - کاظم ریچاردز '۷۱ - موریسون ۸۲' | گزارش                      | - ترنبول - موریس ۱۴'، ۷۴' (پ.) | ورزشگاه: ورزشگاه پرید پارک تماشاگران: ۴٬۷۴۷ داور: جیمز بل |
|                                                 | ضربات پنالتی                                    |                            |                                |                                                           |
| شیننی · کاظم ریچاردز · براون · فورسایث · واتسون |                                                 | موریس · برگس · توری · لاند |                                |                                                           |

| ۱۰ اوت ۲۰۲۱ | هروگیت تاون (۴) | برد روچیدیل | روچدیل (۴) | هروگت              |
| ۱۹:۴۵ BST   |                 |             |            | ورزشگاه: ودربی رود |

| ۱۰ اوت ۲۰۲۱ | هارتل‌پول یونایتد (۴) | ۰–۱   | کرو آلکساندرا (۳) | هارتل‌پول                                |
| ۱۹:۴۵ BST   |                      | گزارش | آینلی ۵۰'         | ورزشگاه: ویکتوریا پارک تماشاگران: ۳٬۱۴۹ |

| ۱۰ اوت ۲۰۲۱                                                    | هال سیتی (۲)   | ۱–۱ (۷–۸ پنالتی)                                             | ویگان اتلتیک (۳) | کینگستون آپون هال                                        |
| ۱۹:۴۵ BST                                                      | لوئیس-پاتر ۵۵' | گزارش                                                        | هامفریز ۵۰'      | ورزشگاه: ورزشگاه کی‌کوم تماشاگران: ۴٬۱۳۹ داور: مارتین کوی |
|                                                                | ضربات پنالتی   |                                                              |                  |                                                          |
| اوز · اسکات · وود · امانوئل · اسمیت · جارویس · فلمینگ · برنارد |                | کین · آسگارد · جونز · مَسی · نیلور · جونز · رابینسون · کازینز |                  |                                                          |

| ۱۰ اوت ۲۰۲۱ | منزفیلد تاون (۴) | ۰–۳   | پرستون نورث اند (۲)               | منسفیلد                                           |
| ۱۹:۴۵ BST   |                  | گزارش | - سینکلر ۴۵+۱'، ۸۱' - یاکوبسن ۷۱' | ورزشگاه: فیلد میل تماشاگران: ۲٬۵۲۶ داور: راس جویس |

| ۱۰ اوت ۲۰۲۱                                | اولدهام اتلتیک (۴)          | ۲–۲ (۴–۳ پنالتی)                           | ترانمره راورز (۴)     | اولدهام                                                      |
| ۱۹:۴۵ BST                                  | - باهامبولا ۵۹' - دیویس '۶۸ | گزارش                                      | - فولی ۴۰' - نویت ۵۱' | ورزشگاه: پارک ورزشی مرزی تماشاگران: ۲٬۶۸۴ داور: اسکات الدهام |
|                                            | ضربات پنالتی                |                                            |                       |                                                              |
| هارت · کیلور-دان · جیمسون · استابز · آدامز |                             | اسپرینگ · گلاتسل · موریس · کلارک · دیسریوه |                       |                                                              |

| ۱۰ اوت ۲۰۲۱ | پورت ویل (۴) | ۱–۲   | ساندرلند (۳)               | استوک-آن-ترنت                                      |
| ۱۹:۴۵ BST   | پروکتر ۶۷'   | گزارش | - هاوکس ۴۰' - او'براین '۵۰ | ورزشگاه: ویل پارک تماشاگران: ۳٬۲۶۷ داور: سم الیسون |

| ۱۰ اوت ۲۰۲۱ | روترهام یونایتد (۳) | ۱–۲   | آکرینگتون استنلی (۳)    | راترهام                                                  |
| ۱۹:۴۵ BST   | سدلیر ۷۶'           | گزارش | - چارلز ۳۸' - بیشاپ ۸۶' | ورزشگاه: ورزشگاه نیویورک تماشاگران: ۳٬۱۳۱ داور: ویل فینی |

| ۱۰ اوت ۲۰۲۱ | شفیلد یونایتد (۲) | ۱–۰   | کارلایل یونایتد (۴) | شفیلد                                                          |
| ۱۹:۴۵ BST   | برستر ۲۴'         | گزارش |                     | ورزشگاه: ورزشگاه برامال لین تماشاگران: ۶٬۷۷۸ داور: جیمز الدهام |

| ۱۰ اوت ۲۰۲۱                         | شروزبری تاون (۳) | ۲–۲ (۴–۲ پنالتی)                  | لینکولن سیتی (۳)       | شروزبری                                                    |
| ۱۹:۴۵ BST                           | اودوه ۶۹'، ۷۹'   | گزارش                             | - هاپر ۴۹' - بیشاپ ۵۲' | ورزشگاه: ورزشگاه نیو میدو تماشاگران: ۲٬۰۶۹ داور: اندی هینز |
|                                     | ضربات پنالتی     |                                   |                        |                                                            |
| - بنت - نرس - دیویس - ولا - بلوکسام |                  | - اسکالی - هاپر - سندرز - فیورینی |                        |                                                            |

| ۱۰ اوت ۲۰۲۱ | استوک سیتی (۲)          | ۲–۱   | فلیتوود تاون (۳) | استوک-آن-ترنت                                                  |
| ۱۹:۴۵ BST   | - سوریج ۴۵' - سوتار ۷۷' | گزارش | چستر '۹۰+۴       | ورزشگاه: ورزشگاه بریتانیا تماشاگران: ۴٬۶۹۴ داور: آنتونی بک‌هاوس |

| ۱۰ اوت ۲۰۲۱                                                   | والسال (۴)   | ۰–۰ (۳–۴ پنالتی)                                         | دونکستر راورز (۳) | والسال                                                  |
| ۱۹:۴۵ BST                                                     |              | گزارش                                                    |                   | ورزشگاه: ورزشگاه بسکات تماشاگران: ۲٬۳۸۴ داور: جان بازبی |
|                                                               | ضربات پنالتی |                                                          |                   |                                                         |
| ویلکینسون · فیلیپس · اوسادبه · ارینگ · کیرنان · وارد · کینسلا |              | گاردنر · کلوز · چوکور · ویلیامز · بارلو · اندرسون · نویل |                   |                                                         |

| ۱۱ اوت ۲۰۲۱ | بلکپول (۲)                            | ۳–۰   | میدلزبرو (۲) | بلکپول                                                         |
| ۱۹:۴۵ BST   | - کانلی ۳۱' - لاوری ۷۷' - اندرسون ۷۸' | گزارش |              | ورزشگاه: ورزشگاه بلومفیلد رود تماشاگران: ۵٬۸۳۶ داور: بابی مدلی |

| ۱۱ اوت ۲۰۲۱ | ناتینگهام فارست (۲) | ۲–۱   | برادفورد سیتی (۴) | وست بریجفورد                                                 |
| ۱۹:۴۵ BST   | - کارفالیو ۳۹'، ۴۱' | گزارش | - کوک ۵۴'         | ورزشگاه: ورزشگاه سیتی گراند تماشاگران: ۹٬۵۱۴ داور: پیتر رایت |

### بخش جنوبی
| ۳۱ ژوئیه ۲۰۲۱ | بورنموث (۲)                                             | ۵–۰   | میلتون کینز دونز (۳) | بورنموث                                                   |
| ۱۵:۰۰ BST     | - بروکس ۳۵'، ۸۳' - سولانکه ۴۷' - بیلینگ ۷۲' - سایدی ۸۰' | گزارش |                      | ورزشگاه: ورزشگاه دین کورت تماشاگران: ۵٬۷۴۶ داور: سم پرکیس |

| ۱۰ اوت ۲۰۲۱ | بیرمنگام سیتی (۲) | ۱–۰   | کولچستر یونایتد (۴) | بیرمنگام                                                      |
| ۱۹:۴۵ BST   | اوکلی ۷۵'         | گزارش |                     | ورزشگاه: ورزشگاه سنت اندروز تماشاگران: ۶٬۱۹۹ داور: دکلان بورن |

| ۱۰ اوت ۲۰۲۱ | بریستول راورز (۴) | ۰–۲   | چلتنهام تاون (۳)    | بریستول                                                  |
| ۱۹:۴۵ BST   |                   | گزارش | - می ۵۸' - واسل ۷۱' | ورزشگاه: ورزشگاه مموریال تماشاگران: ۲٬۴۰۹ داور: لی سوابی |

| ۱۰ اوت ۲۰۲۱                 | کمبریج یونایتد (۳) | ۰–۰ (۳–۱ پنالتی)          | سوئیندون تاون (۴) | کمبریج                                               |
| ۱۹:۴۵ BST                   |                    | گزارش                     |                   | ورزشگاه: ورزشگاه ابی تماشاگران: ۱٬۸۲۵ داور: ترور کتل |
|                             | ضربات پنالتی       |                           |                   |                                                      |
| آیرون‌ساید · اسمیت · ویلیامز |                    | پین · مک‌کردی · رید · هانت |                   |                                                      |

| ۱۰ اوت ۲۰۲۱ | کاردیف سیتی (۲)                | ۳–۲   | ساتون یونایتد (۴)     | کاردیف                                                        |
| ۱۹:۴۵ BST   | - واتکینز ۴۴'، ۵۰' - مورفی ۸۴' | گزارش | - ویلسون ۴' - روو ۹۰' | ورزشگاه: ورزشگاه کاردیف سیتی تماشاگران: ۳٬۵۰۵ داور: جاش اسمیت |

| ۱۰ اوت ۲۰۲۱ | چارلتون اتلتیک (۳) | ۰–۱   | ویمبلدون (۳) | چارلتون                                                 |
| ۱۹:۴۵ BST   |                    | گزارش | اوزیو ۲۶'    | ورزشگاه: ورزشگاه ولی تماشاگران: ۳٬۳۷۲ داور: رابرت لوئیس |

| ۱۰ اوت ۲۰۲۱                                                                         | کراولی تاون (۴)            | ۲–۲ (۹–۱۰ پنالتی)                                                               | گیلینگام (۳)               | کراولی                                                     |
| ۱۹:۴۵ BST                                                                           | - اشفورد ۵۵' - دیویس ۹۰+۷' | گزارش                                                                           | - سیت‌هول ۳' - فیلیپس ۹۰+۵' | ورزشگاه: ورزشگاه برادفیلد تماشاگران: ۱٬۹۰۴ داور: پل هاوارد |
|                                                                                     | ضربات پنالتی               |                                                                                 |                            |                                                            |
| فرانکام · دالیسون · کریگ · پاول · نادسان · هسنتالر · تیلی · فری · دیویس · فرانسیلته |                            | لی · الیور · لوید · فیلیپس · اوکیفه · توتوندا · ماگوما · سیت‌هول · اهمر · لینتات |                            |                                                            |

| ۱۰ اوت ۲۰۲۱                                        | اکستر سیتی (۴) | ۰–۰ (۳–۴ پنالتی)                                    | وایکام واندررز (۳) | اکستر                                                   |
| ۱۹:۴۵ BST                                          |                | گزارش                                               |                    | ورزشگاه: St James Park تماشاگران: ۲٬۵۵۵ داور: دیوید راک |
|                                                    | ضربات پنالتی   |                                                     |                    |                                                         |
| اسپارکس · Sweeney · Seymour · براون · اسلاک · Dodd |                | ووکز · Horgan · ساموئل · مهمتی · استوکدیل · پندلبری |                    |                                                         |

| ۱۰ اوت ۲۰۲۱                                              | فارست گرین راورز (۴)   | ۲–۲ (۶–۵ پنالتی)                                          | بریستول سیتی (۲) | نایلسوورث                                                     |
| ۱۹:۴۵ BST                                                | - مت ۱۱' - هندری ۹۰+۶' | گزارش                                                     | Janneh ۳۹'، ۶۷'  | ورزشگاه: ورزشگاه نیو لاون تماشاگران: ۲٬۵۵۴ داور: دارن دریسدیل |
|                                                          | ضربات پنالتی           |                                                           |                  |                                                               |
| مت · یانگ · هندری · آدامز · Cadden · استیونسون · Sweeney |                        | پالمر · ماسنگو · ویلز · کانوی · باکینسون · Janneh · پرینگ |                  |                                                               |

| ۱۰ اوت ۲۰۲۱ | ایپسویچ تاون (۳) | ۰–۱   | نیوپورت کانتی (۴) | ایپسوییچ                                                  |
| ۱۹:۴۵ BST   |                  | گزارش | آبراهام ۴'        | ورزشگاه: ورزشگاه پورتمن رود تماشاگران: ۶٬۱۴۴ داور: نیل هر |

| ۱۰ اوت ۲۰۲۱ | میلوال (۲)              | ۲–۱   | پورتسموث (۳)         | برموندزی                                                 |
| ۱۹:۴۵ BST   | - مالون ۲۱' - ساویل ۲۷' | گزارش | Hackett-Fairchild ۴' | ورزشگاه: ورزشگاه دن تماشاگران: ۷٬۹۱۵ داور: چارلز برک‌اسپر |

| ۱۰ اوت ۲۰۲۱ | پیتربورو یونایتد (۲) | ۰–۴   | پلیموث آرگیل (۳)                          | پیتربورو                                                  |
| ۱۹:۴۵ BST   |                      | گزارش | - هاردی ۲۳'، ۳۳' - جف‌کات ۶۶' - کامارا ۸۴' | ورزشگاه: ورزشگاه لاندن رود تماشاگران: ۴٬۰۲۱ داور: بن تونر |

| ۱۰ اوت ۲۰۲۱ | ردینگ (۲) | ۰–۳   | سوانزی سیتی (۲)                               | ردینگ                                                       |
| ۱۹:۴۵ BST   |           | گزارش | - Latibeaudiere ۱۶' - کابانگو ۶۰' - Piroe ۸۳' | ورزشگاه: ورزشگاه مدیسکی تماشاگران: ۴٬۹۸۹ داور: ساموئل باروت |

| ۱۰ اوت ۲۰۲۱                 | استیونج (۴)          | ۲–۲ (۳–۰ پنالتی)             | لوتون تاون (۲)         | استیونج                                                 |
| ۱۹:۴۵ BST                   | - لیست ۲' - کوکر ۲۶' | گزارش                        | - جروم ۵' - Muskwe ۴۰' | ورزشگاه: برودهال وی تماشاگران: ۳٬۰۵۲ داور: اندی Woolmer |
|                             | ضربات پنالتی         |                              |                        |                                                         |
| Lines · James-Wildin · ریوز |                      | کورنیک · مندس گومز · Pereira |                        |                                                         |

| ۱۱ اوت ۲۰۲۱                               | برتون آلبیون (۳) | ۱–۱ (۲–۴ پنالتی)                | آکسفورد یونایتد (۳) | برتون آپون ترنت                                            |
| ۱۹:۴۵ BST                                 | - موسینهو '۹۰+۷  | گزارش                           | - Holland ۸۵'       | ورزشگاه: ورزشگاه پیرلی تماشاگران: ۱٬۸۶۸ داور: سب استاک‌بریج |
|                                           | ضربات پنالتی     |                                 |                     |                                                            |
| Akins · Shaughnessy · اوکونر · بلیک-تریسی |                  | سایکس · Forde · آگیئی · موسینهو |                     |                                                            |

| ۱۱ اوت ۲۰۲۱ | کاونتری سیتی (۲) | ۱–۲   | نورث‌همپتون تاون (۴) | کاونتری                                                     |
| ۱۹:۴۵ BST   | - واکر ۱۳'       | گزارش | - اتت ۵۲'، ۷۰'      | ورزشگاه: ورزشگاه ریکو آرنا تماشاگران: ۵٬۲۸۴ داور: بن اسپیدی |

| ۱۱ اوت ۲۰۲۱                    | لیتون اورینت (۴) | ۱–۱ (۳–۵ پنالتی)                    | کویینز پارک رنجرز (۲) | لیتون، لندن بزرگ                                      |
| ۱۹:۴۵ BST                      | - درینان ۷۴'     | گزارش                               | - دیکی ۱۶'            | ورزشگاه: بریسبین رود تماشاگران: ۴٬۰۷۱ داور: کریگ هیکس |
|                                | ضربات پنالتی     |                                     |                       |                                                       |
| درینان · Sotiriou · جیمز · کمپ |                  | دیکس · بال · دوتسل · Kelman · آدوما |                       |                                                       |

## دور دوم
در مجموع ۵۰ باشگاه در دور دوم بازی کردند: ۳۵ تیم پیروز از دور اول، ۲ باشگاه از دسته چمپیونشیپ (سطح ۲) که در مرحله اول شرکت نکردند، به علاوه ۱۳ باشگاه لیگ برتری که در رقابت‌های اروپایی حضور نداشتند. قرعه کشی این دور بر اساس موقعیت جغرافیایی تیم‌ها انجام شد و تیم‌ها در دو بخش «شمالی» و «جنوبی» تقسیم شدند و هر تیم در مقابل تیمی از همان بخش قرار گرفت. قرعه کشی در ۱۱ اوت ۲۰۲۱ و در ساعت ۲۱:۱۵ به وقت بریتانیا، پس از پایان تساوی دور اول بین لیتون اورینت و کویینز پارک رنجرز، به صورت زنده در اسکای اسپورت برگزار شد و اندی تاونزند و جوبی مک‌آنوف مسئولیت آن را بر عهده داشتند.

### بخش شمالی
| ۲۴ اوت ۲۰۲۱                                               | اولدهام اتلتیک (۴) | ۰–۰ (۵–۴ پنالتی)                            | آکرینگتون استنلی (۳) | اولدهام                                                           |
| ۱۹:۴۵ BST                                                 |                    | گزارش                                       |                      | ورزشگاه: پارک ورزشی مرزی تماشاگران: ۲٬۳۶۲ داور: سباستین استاک‌بریج |
|                                                           | ضربات پنالتی       |                                             |                      |                                                                   |
| هارت · Keillor-Dunn · باهامبولا · Whelan · آدامز · Luamba |                    | اسکایز · چارلز · مورگان · Savin · لی · بوچر |                      |                                                                   |

| ۲۴ اوت ۲۰۲۱                                    | ویگان اتلتیک (۳) | ۰–۰ (۵–۴ پنالتی)                                     | بولتون واندررز (۳) | ویگان                                                          |
| ۱۹:۴۵ BST                                      |                  | گزارش                                                |                    | ورزشگاه: ورزشگاه دی‌دابلیو تماشاگران: ۱۱٬۶۶۰ داور: توماس برامال |
|                                                | ضربات پنالتی     |                                                      |                    |                                                                |
| پاور · آسگارد · جونز · نیلور · Humphrys · جونز |                  | Doyle · سارسیویچ · لی · افولایان · Sheehan · دلفونسو |                    |                                                                |

| ۲۴ اوت ۲۰۲۱ | هادرزفیلد تاون (۲) | ۱–۲   | اورتون (۱)                | هادرزفیلد                                                  |
| ۱۹:۴۵ BST   | لیز ۴۵'            | گزارش | - آیوبی ۲۶' - تاونزند ۷۹' | ورزشگاه: ورزشگاه کرکلیس تماشاگران: ۱۰٬۴۵۹ داور: مت Donohue |

| ۲۴ اوت ۲۰۲۱ | شفیلد یونایتد (۲)      | ۲–۱   | دربی کانتی (۲) | شفیلد                                                            |
| ۱۹:۴۵ BST   | - فریمن ۵۳' - شارپ ۷۶' | گزارش | Sibley ۴۴'     | ورزشگاه: ورزشگاه برامال لین تماشاگران: ۷٬۹۷۳ داور: آنتونی بک‌هاوس |

| ۲۴ اوت ۲۰۲۱ | استوک سیتی (۲)         | ۲–۰   | دونکستر راورز (۳) | استوک-آن-ترنت                                                 |
| ۱۹:۴۵ BST   | - اینس ۳۸' - سوریج ۴۸' | گزارش |                   | ورزشگاه: ورزشگاه بریتانیا تماشاگران: ۶٬۱۹۳ داور: مارک ادواردز |

| ۲۴ اوت ۲۰۲۱ | شروزبری تاون (۳) | ۰–۲   | روچدیل (۴)              | شروزبری                                                       |
| ۱۹:۰۰ BST   |                  | گزارش | - بیزلی '۶۸ - کاشمن ۷۵' | ورزشگاه: ورزشگاه نیو میدو تماشاگران: ۲٬۲۲۹ داور: اسکات الدهام |

| ۲۴ اوت ۲۰۲۱ | ناتینگهام فارست (۲) | ۰–۴   | ولورهمپتون (۱)                                        | وست بریجفورد                                                   |
| ۲۰:۰۰ BST   |                     | گزارش | - سایس ۵۸' - پودنس ۶۰' - ترینکائو ۸۶' - گیبز وایت ۸۸' | ورزشگاه: ورزشگاه سیتی گراند تماشاگران: ۱۰٬۷۶۹ داور: اندی دیویس |

| ۲۴ اوت ۲۰۲۱ | مورکم (۳)                        | ۲–۴   | پرستون نورث اند (۲)                                  | مورکم                                                       |
| ۱۹:۴۵ BST   | - O' Connor ۴۵+۴' - Stockton ۶۱' | گزارش | - Riis Jakobsen ۷'، ۳۳' - لدسون ۶۴' - فان دن برخ ۷۹' | ورزشگاه: Mazuma Stadium تماشاگران: ۴٬۳۳۴ داور: James Oldham |

| ۲۴ اوت ۲۰۲۱ | بلکپول (۲)               | ۲–۳   | ساندرلند (۳)              | بلکپول                                                            |
| ۱۹:۴۵ BST   | - Lavery ۹' - Bowler ۸۷' | گزارش | - O'Brien ۱۲'، ۵۷'، ۹۰+۱' | ورزشگاه: ورزشگاه بلومفیلد رود تماشاگران: ۵٬۷۵۶ داور: Peter Wright |

| ۲۴ اوت ۲۰۲۱ | لیدز یونایتد (۱)               | ۳–۰   | کرو آلکساندرا (۳) | بیستون                                                            |
| ۱۹:۴۵ BST   | - فیلیپس ۷۹' - هریسون ۸۵'، ۹۰' | گزارش |                   | ورزشگاه: ورزشگاه الاند رود تماشاگران: ۳۴٬۱۵۴ داور: بنجامین اسپیدی |

| ۲۴ اوت ۲۰۲۱ | بارو (۴) | ۰–۶   | استون ویلا (۱)                                             | باوو-این-فورنس                                                            |
| ۱۹:۴۵ BST   |          | گزارش | - آرچر ۱۰'، ۶۲'، ۸۸' - الغازی ۲۴' (پ.)، ۴۵+۲' - گیلبرت ۷۵' | ورزشگاه: Progression Solicitors Stadium تماشاگران: ۵٬۳۴۹ داور: Martin Coy |

| ۲۵ اوت ۲۰۲۱                                         | نیوکاسل یونایتد (۱) | ۰–۰ (۳–۴ پنالتی)                       | برنلی (۱) | نیوکاسل                                                              |
| ۱۹:۴۵ BST                                           |                     | گزارش                                  |           | ورزشگاه: ورزشگاه سنت جیمز پارک تماشاگران: ۳۰٬۰۸۲ داور: الیور لنگفورد |
|                                                     | ضربات پنالتی        |                                        |           |                                                                      |
| سن ماکسیمین · ویلاک · جوئلینتون · لانگستف · آلمیرون |                     | وود · بارنز · مک‌نیل · براونهیل · تیلور |           |                                                                      |

### بخش جنوبی
| ۲۴ اوت ۲۰۲۱ | برنتفورد (۱)                       | ۳–۱   | فارست گرین راورز (۴) | برنتفورد                                                         |
| ۱۹:۴۵ BST   | - ویسا ۶۰' - امبومو ۷۵' - فورس ۸۶' | گزارش | اتکینسون ۸'          | ورزشگاه: ورزشگاه عمومی برنتفورد تماشاگران: ۱۲٬۱۳۷ داور: ویل فینی |

| ۲۴ اوت ۲۰۲۱ | میلوال (۲)                   | ۳–۱   | کمبریج یونایتد (۳) | برموندزی                                          |
| ۱۹:۴۵ BST   | - والاس ۳۹'، ۴۲' - اسمیت ۵۴' | گزارش | - ویلیامز ۳۳'      | ورزشگاه: ورزشگاه دن تماشاگران: ۴٬۰۰۵ داور: نیل هر |

| ۲۴ اوت ۲۰۲۱ | نوریچ سیتی (۱)                                            | ۶–۰   | بورنموث (۲) | نوریچ                                                           |
| ۱۹:۰۰ BST   | - تسولیس ۱۲'، ۶۶' - مک‌لین ۲۶' - روپ ۳۳' - سارجنت ۴۹'، ۷۵' | گزارش |             | ورزشگاه: ورزشگاه کارو رود تماشاگران: ۲۰٬۰۹۰ داور: چارلز برک‌اسپر |

| ۲۴ اوت ۲۰۲۱ | کاردیف سیتی (۲) | ۰–۲   | برایتون اند … (۱)     | کاردیف                                                      |
| ۱۹:۴۵ BST   |                 | گزارش | - مودر ۹' - ذکیری ۵۵' | ورزشگاه: ورزشگاه کاردیف سیتی تماشاگران: ۶٬۰۱۳ داور: جیمز بل |

| ۲۴ اوت ۲۰۲۱ | بیرمنگام سیتی (۲) | ۰–۲   | فولام (۲)                        | بوردزلی                                                         |
| ۱۹:۴۵ BST   |                   | گزارش | - استندسفیلد ۲۶' - رابینسن ۹۰+۲' | ورزشگاه: ورزشگاه سنت اندروز تماشاگران: ۴٬۷۸۳ داور: ساموئل باروت |

| ۲۴ اوت ۲۰۲۱                          | گیلینگام (۳) | ۱–۱ (۴–۵ پنالتی)                  | چلتنهام تاون (۳) | جیلینگهام                                                   |
| ۱۹:۴۵ BST                            | اولیور ۲۰'   | گزارش                             | می ۲۴'           | ورزشگاه: ورزشگاه پریستفیلد تماشاگران: ۲٬۱۵۱ داور: دیوید راک |
|                                      | ضربات پنالتی |                                   |                  |                                                             |
| لی · اوکیفه · لویو · کارایول · ادسهد |              | توماس · رایت · لوید · توزر · چپمن |                  |                                                             |

| ۲۴ اوت ۲۰۲۱ | کویینز پارک رنجرز (۲)         | ۲–۰   | آکسفورد یونایتد (۳) | وایت سیتی                                                   |
| ۱۹:۴۵ BST   | - دیکی ۲۶' - چمبرز-پریلون '۴۰ | گزارش |                     | ورزشگاه: ورزشگاه لوفتوس رود تماشاگران: ۸٬۱۵۴ داور: تام نیلد |

| ۲۴ اوت ۲۰۲۱ | سوانزی سیتی (۲)                      | ۴–۱   | پلیموث آرگیل (۳) | سوانزی                                                    |
| ۱۹:۰۰ BST   | - ویلیامز ۲۹' - ویتاکر ۷۹'، ۸۶'، ۹۰' | گزارش | شرلی ۶۳'         | ورزشگاه: ورزشگاه لیبرتی تماشاگران: ۷٬۴۹۱ داور: رابرت مدلی |

| ۲۴ اوت ۲۰۲۱                       | استیونج (۴)          | ۲–۲ (۳–۵ پنالتی)                            | وایکام واندررز (۳)           | استیونج                                               |
| ۱۹:۴۵ BST                         | - لیست ۵۰' - رید ۷۷' | گزارش                                       | - آکینفنوا ۲۳' - د بار ۹۰+۴' | ورزشگاه: برودهال وی تماشاگران: ۱٬۹۳۴ داور: دکلان بورن |
|                                   | ضربات پنالتی         |                                             |                              |                                                       |
| نوریس · جیمز-ویلدین · ریوز · کوکر |                      | جیکوبسون · هورگان · پندلبری · مهمتی · د بار |                              |                                                       |

| ۲۴ اوت ۲۰۲۱ | نورث‌همپتون تاون (۴) | ۰–۱   | ویمبلدون (۳)   | نورث‌همپتون                                                 |
| ۱۹:۴۵ BST   |                     | گزارش | هارتیگان ۹۰+۴' | ورزشگاه: ورزشگاه سیکسفیلدز تماشاگران: ۳٬۲۵۷ داور: راس جویس |

| ۲۴ اوت ۲۰۲۱ | واتفورد (۱) | ۱–۰   | کریستال پالاس (۱) | واتفورد                                                          |
| ۱۹:۴۵ BST   | فلچر ۸۶'    | گزارش |                   | ورزشگاه: ورزشگاه ویکاریج رود تماشاگران: ۹٬۰۱۱ داور: تیم رابینسون |

| ۲۵ اوت ۲۰۲۱ | وست برومویچ آلبیون (۲) | ۰–۶   | آرسنال (۱)                                                    | وست برومویچ                                                |
| ۲۰:۰۰ BST   |                        | گزارش | - اوبامیانگ ۱۷'، ۴۵'، ۶۲' - پپه ۴۵+۱' - ساکا ۵۰' - لاکازت ۸۰' | ورزشگاه: ورزشگاه هاوتورنز تماشاگران: ۱۷٬۰۱۶ داور: دیوید وب |

| ۲۵ اوت ۲۰۲۱ | نیوپورت کانتی (۴) | ۰–۸   | ساوت‌همپتون (۱)                                                                   | نیوپورت                                                  |
| ۱۹:۴۵ BST   |                   | گزارش | - بروجا ۹'، ۵۷' - تلا ۲۵' - واکر-پیترز ۴۴' - الیونسی ۴۸'، ۵۵'، ۹۰+۱' - ردمند ۶۹' | ورزشگاه: رادنی پاراد تماشاگران: ۷٬۰۰۲ داور: دارن دریسدیل |

## دور سوم
مجموعاً ۳۲ تیم در دور سوم رقابت کردند. چلسی، لستر سیتی، لیورپول، منچستر سیتی، منچستر یونایتد، تاتنهام هاتسپر و وستهام یونایتد به دلیل حضور در لیگ قهرمانان اروپا ۲۲–۲۰۲۱, لیگ اروپا ۲۲–۲۰۲۱, یا لیگ کنفرانس اروپا ۲۲–۲۰۲۱، از این دور وارد رقابت‌های جام شدند. قرعه‌کشی این مرحله در تاریخ ۲۵ اوت ۲۰۲۱ به صورت زنده از اسکای اسپورت پس از اتمام بازی وست برومویچ آلبیون مقابل آرسنال به وسیله کوین فیلیپس و کوین کمپل انجام شد. برخلاف دور قبل، تیم‌ها در این مرحله در دو دسته شمالی و جنوبی گروه‌بندی نشدند. بازی‌های به تساوی کشیده با پنالتی تعیین تکلیف شدند.
اولدهام اتلتیک و روچدیل پایین‌ترین تیم‌هایی بودند که همچنان خود را در عرصه جام حفظ کرده بودند.
| ۲۱ سپتامبر ۲۰۲۱ | برنلی (۱)                    | ۴–۱   | روچدیل (۴)  | برنلی                                                         |
| ۱۹:۴۵ BST       | - رودریگز ۵۰'، ۶۰'، ۶۲'، ۷۶' | گزارش | - بیزلی ۴۷' | ورزشگاه: ورزشگاه تارف مور تماشاگران: ۹٬۱۲۵ داور: جف الترینگام |

| ۲۱ سپتامبر ۲۰۲۱                                                                 | فولام (۲)    | ۰–۰ (۵–۶ پنالتی)                                                        | لیدز یونایتد (۱) | فولام                                                            |
| ۱۹:۴۵ BST                                                                       |              | گزارش                                                                   |                  | ورزشگاه: ورزشگاه کریون کاتج تماشاگران: ۱۱٬۲۹۹ داور: تیم رابینسون |
|                                                                                 | ضربات پنالتی |                                                                         |                  |                                                                  |
| - اونوما - کاوالیرو - کبانو - برایان - هکتور - ماوسون - دکودووا - رودریگو مونیز |              | - رودریگو - جیمز - فیلیپس - دالاس - فورشاو - فیرپو - گلهارت - مک‌کینستری |                  |                                                                  |

| ۲۱ سپتامبر ۲۰۲۱ | منچستر سیتی (۱)                                                     | ۶–۱   | وایکام واندررز (۳) | منچستر                                                    |
| ۱۹:۴۵ BST       | - دی بروینه ۲۹' - محرز ۴۳'، ۸۳' - فودن ۴۵+۱' - تورس ۷۱' - پالمر ۸۸' | گزارش | - هانلان ۲۲'       | ورزشگاه: ورزشگاه اتحاد تماشاگران: ۳۰٬۹۵۹ داور: رابرت جونز |

| ۲۱ سپتامبر ۲۰۲۱ | نوریچ سیتی (۱) | ۰–۳   | لیورپول (۱)                     | نوریچ                                                         |
| ۱۹:۴۵ BST       |                | گزارش | - مینامینو ۴'، ۸۰' - اوریگی ۵۰' | ورزشگاه: ورزشگاه کارو رود تماشاگران: ۲۶٬۳۵۳ داور: دارن انگلند |

| ۲۱ سپتامبر ۲۰۲۱ | پرستون نورث اند (۲)                                      | ۴–۱   | چلتنهام تاون (۳) | پرستون                                                        |
| ۱۹:۴۵ BST       | - هیوز ۲۵' - رافرتی ۳۷' - مگوایر ۸۲' - ریس یاکوبسن ۹۰+۳' | گزارش | - واسل ۵۶'       | ورزشگاه: ورزشگاه دیپدایل تماشاگران: ۶٬۵۶۱ داور: دین وایت‌استون |

| ۲۱ سپتامبر ۲۰۲۱                                                 | کویینز پارک رنجرز (۲) | ۲–۲ (۸–۷ پنالتی)                                                  | اورتون (۱)                | وایت سیتی                                                     |
| ۱۹:۴۵ BST                                                       | - آستین ۱۸'، ۳۴'      | گزارش                                                             | - دینیه ۳۰' - تاونزند ۴۷' | ورزشگاه: ورزشگاه لوفتوس رود تماشاگران: ۱۲٬۸۸۸ داور: کوین فرند |
|                                                                 | ضربات پنالتی          |                                                                   |                           |                                                               |
| - آستین - بال - باربت - ویلاک - آدوما - دوک-مک‌کنا - ایموس - دان |                       | - هولگیت - کین - تاونزند - گری - گوردون - دوکوره - گادفری - دیویس |                           |                                                               |

| ۲۱ سپتامبر ۲۰۲۱                    | شفیلد یونایتد (۲)         | ۲–۲ (۲–۴ پنالتی)                            | ساوت‌همپتون (۱)           | شفیلد                                                        |
| ۱۹:۴۵ BST                          | - استیونز ۸' - مک‌برنی ۶۶' | گزارش                                       | - دیالو ۲۳' - سالیسو ۵۳' | ورزشگاه: ورزشگاه برامال لین تماشاگران: ۸٬۹۳۴ داور: جان بروکس |
|                                    | ضربات پنالتی              |                                             |                          |                                                              |
| - نوروود - برستر - آزبورن - مک‌برنی |                           | - وارد پروس - آدامز - بروجا - دیالو - رومئو |                          |                                                              |

| ۲۱ سپتامبر ۲۰۲۱ | واتفورد (۱) | ۱–۳   | استوک سیتی (۲)                       | واتفورد                                                           |
| ۱۹:۴۵ BST       | - فلچر ۶۱'  | گزارش | - پاول ۲۵' - کلوکاس ۸۰' - تایمون ۸۵' | ورزشگاه: ورزشگاه ویکاریج رود تماشاگران: ۸٬۴۲۱ داور: تونی هرینگتون |

| ۲۱ سپتامبر ۲۰۲۱ | ویگان اتلتیک (۳) | ۰–۲   | ساندرلند (۳)             | ویگان                                                     |
| ۱۹:۴۵ BST       |                  | گزارش | - برودهد ۲۶' - اونین ۵۴' | ورزشگاه: ورزشگاه دی‌دابلیو تماشاگران: ۶٬۵۱۱ داور: لی داوتی |

| ۲۱ سپتامبر ۲۰۲۱ | برنتفورد (۱)                                              | ۷–۰   | اولدهام اتلتیک (۴) | برنتفورد                                                            |
| ۱۹:۴۵ BST       | - فورس ۳' (پ.)، ۱۶'، ۴۴'، ۶۰' - ویسا ۳۸'، ۸۷' - دیارا '۴۳ | گزارش |                    | ورزشگاه: ورزشگاه عمومی برنتفورد تماشاگران: ۱۲٬۸۱۹ داور: سایمون هوپر |

| ۲۲ سپتامبر ۲۰۲۱ | برایتون (۱)      | ۲–۰   | سوانزی سیتی (۲) | برایتون                                                      |
| ۱۹:۳۰ BST       | - کنولی ۳۳'، ۳۸' | گزارش |                 | ورزشگاه: ورزشگاه فالمر تماشاگران: ۸٬۸۳۸ داور: مایکل سالیسبری |

| ۲۲ سپتامبر ۲۰۲۱ | آرسنال (۱)                               | ۳–۰   | ویمبلدون (۳) | هالووی                                                    |
| ۱۹:۴۵ BST       | - لاکازت '۱۱ - اسمیت رو ۷۷' - انکتیا ۸۰' | گزارش |              | ورزشگاه: ورزشگاه امارات تماشاگران: ۵۶٬۲۷۶ داور: جارد گیلت |

| ۲۲ سپتامبر ۲۰۲۱                              | چلسی (۱)     | ۱–۱ (۴–۳ پنالتی)                           | استون ویلا (۱) | فولام                                                       |
| ۱۹:۴۵ BST                                    | - ورنر ۵۴'   | گزارش                                      | - آرچر ۶۴'     | ورزشگاه: استمفورد بریج تماشاگران: ۳۵٬۸۹۲ داور: گراهام اسکات |
|                                              | ضربات پنالتی |                                            |                |                                                             |
| - Lukaku - Mount - Barkley - Chilwell - جیمز |              | - الغازی - یانگ - ناکامبا - کنسا - بوئندیا |                |                                                             |

| ۲۲ سپتامبر ۲۰۲۱ | منچستر یونایتد (۱) | ۰–۱   | وستهام یونایتد (۱) | منچستر                                                          |
| ۱۹:۴۵ BST       |                    | گزارش | - لانزینی ۹'       | ورزشگاه: ورزشگاه الدترافورد تماشاگران: ۷۲٬۵۶۸ داور: جاناتان ماس |

| ۲۲ سپتامبر ۲۰۲۱ | میلوال (۲) | ۰–۲   | لستر سیتی (۱)              | برموندزی                                             |
| ۱۹:۴۵ BST       |            | گزارش | - لوکمن ۵۰' - ایهیناچو ۸۸' | ورزشگاه: ورزشگاه دن تماشاگران: ۹٬۹۸۵ داور: اندی مدلی |

| ۲۲ سپتامبر ۲۰۲۱                         | ولورهمپتون واندررز (۱)    | ۲–۲ (۲–۳ پنالتی)              | تاتنهام هاتسپر (۱)       | ولورهمپتون                                                 |
| ۱۹:۴۵ BST                               | - دندونکر ۳۸' - پودنس ۵۸' | گزارش                         | - اندومبله ۱۴' - کین ۲۳' | ورزشگاه: ورزشگاه مالینیو تماشاگران: ۲۸٬۷۹۸ داور: پیتر بنکس |
|                                         | ضربات پنالتی              |                               |                          |                                                            |
| - هانگ - موتینیو - نوس - دندونکر - کودی |                           | - کین - رگیلون - گیل - هویبرگ |                          |                                                            |

## دور چهارم
در مجموع ۱۶ تیم در این دور حضور داشتند. بازی‌ها در ۲۶ و ۲۷ اکتبر برگزار شدند. تیم ساندرلند از لیگ یک، تنها نمایندهٔ باقی مانده در رقابت‌ها از دسته سوم یا پایین‌تر بود.
| ۲۶ اکتبر ۲۰۲۱                                  | چلسی (۱)     | ۱–۱ (۴–۳ پنالتی)                               | ساوت‌همپتون (۱) | فولام                                                    |
| ۱۹:۴۵ BST                                      | - هاورتز ۴۴' | گزارش                                          | - آدامز ۴۷'    | ورزشگاه: استمفورد بریج تماشاگران: ۳۹٬۷۶۶ داور: کوین فرند |
|                                                | ضربات پنالتی |                                                |                |                                                          |
| - آلونسو - ماونت - هادسون-اودوی - چیلول - جیمز |              | - آرمسترانگ - والکات - لانگ - اسمالبون - رومئو |                |                                                          |

| ۲۶ اکتبر ۲۰۲۱ | آرسنال (۱)               | ۲–۰   | لیدز یونایتد (۱) | هالووی                                                       |
| ۱۹:۴۵ BST     | - چمبرز ۵۵' - انکتیا ۶۹' | گزارش |                  | ورزشگاه: ورزشگاه امارات تماشاگران: ۵۹٬۱۲۶ داور: آندره مارینر |

| ۲۶ اکتبر ۲۰۲۱                 | کویینز پارک رنجرز (۲) | ۰–۰ (۱–۳ پنالتی)             | ساندرلند (۳) | شپردز بوش                                                       |
| ۱۹:۴۵ BST                     |                       | گزارش                        |              | ورزشگاه: ورزشگاه لوفتوس رود تماشاگران: ۱۵٬۳۷۲ داور: کیث استراود |
|                               | ضربات پنالتی          |                              |              |                                                                 |
| - آستین - چایر - دیکس - باربت |                       | - مک‌گیدی - استوارت - پریچارد |              |                                                                 |

| ۲۷ اکتبر ۲۰۲۱ | استوک سیتی (۲) | ۱–۲   | برنتفورد (۱)           | استوک-آن-ترنت                                                   |
| ۱۹:۴۵ BST     | - ساویرز ۵۷'   | گزارش | - کانوس ۲۲' - تونی ۴۰' | ورزشگاه: ورزشگاه بریتانیا تماشاگران: ۹٬۵۸۴ داور: مایکل سالیسبری |

| ۲۷ اکتبر ۲۰۲۱                           | وستهام یونایتد (۱) | ۰–۰ (۵–۳ پنالتی)                       | منچستر سیتی (۱) | استراتفورد                                                       |
| ۱۹:۴۵ BST                               |                    | گزارش                                  |                 | ورزشگاه: ورزشگاه المپیک لندن تماشاگران: ۶۰٬۰۰۰ داور: جاناتان ماس |
|                                         | ضربات پنالتی       |                                        |                 |                                                                  |
| - نوبل - بوون - داوسون - کرسول - بن‌رحمه |                    | - فودن - کانسلو - گابریل ژسوس - گریلیش |                 |                                                                  |

| ۲۷ اکتبر ۲۰۲۱                   | لستر سیتی (۱)            | ۲–۲ (۴–۲ پنالتی)                   | برایتون (۱)               | لستر                                                        |
| ۱۹:۴۵ BST                       | - بارنز ۶' - لوکمن ۴۵+۵' | گزارش                              | - وبستر ۴۵+۳' - ام‌وپو ۷۱' | ورزشگاه: ورزشگاه کینگ‌پاور تماشاگران: ۲۱٬۱۶۳ داور: جارد گیلت |
|                                 | ضربات پنالتی             |                                    |                           |                                                             |
| - مدیسون - بارنز - داکا - پریرا |                          | - گروس - ماوپی - مک الیستر - ام‌وپو |                           |                                                             |

| ۲۷ اکتبر ۲۰۲۱ | برنلی (۱) | ۰–۱   | تاتنهام هاتسپر (۱) | برنلی                                                       |
| ۱۹:۴۵ BST     |           | گزارش | - لوکاس ۶۸'        | ورزشگاه: ورزشگاه تارف مور تماشاگران: ۱۴٬۶۳۷ داور: پیتر بنکس |

| ۲۷ اکتبر ۲۰۲۱ | پرستون نورث اند (۲) | ۰–۲   | لیورپول (۱)                 | پرستون                                                     |
| ۱۹:۴۵ BST     |                     | گزارش | - مینامینو ۶۲' - اوریگی ۸۴' | ورزشگاه: ورزشگاه دیپدایل تماشاگران: ۲۲٬۱۳۱ داور: دیوید کوت |

## یک‌چهارم نهایی‌ها
در مجموع هشت تیم در این مرحله رقابت کردند. قرعه کشی در ۳۰ اکتبر ۲۰۲۱ انجام شد. بازی‌ها در ۲۱ و ۲۲ دسامبر ۲۰۲۱ برگزار شدند. تیم لیگ یکی ساندرلند تنها تیم خارج از لیگ برتر فوتبال انگلستان بود که در عرصه رقابت باقی مانده بود.
| ۲۱ دسامبر ۲۰۲۱ | آرسنال (۱)                                     | ۵–۱   | ساندرلند (۳) | هالووی                                                     |
| ۱۹:۴۵ GMT      | - انکتیا ۱۷'، ۴۹'، ۵۸' - پپه ۲۷' - پتینو ۹۰+۱' | گزارش | - برودهد ۳۱' | ورزشگاه: ورزشگاه امارات تماشاگران: ۵۹٬۰۲۷ داور: رابرت جونز |

| ۲۲ دسامبر ۲۰۲۱ | برنتفورد (۱) | ۰–۲   | چلسی (۱)                    | برنتفورد                                                             |
| ۱۹:۴۵ GMT      |              | گزارش | - یانسون '۸۰ - جورجینیو '۸۵ | ورزشگاه: ورزشگاه عمومی برنتفورد تماشاگران: ۱۶٬۵۷۷ داور: آندره مارینر |

| ۲۲ دسامبر ۲۰۲۱                                              | لیورپول (۱)                                      | ۳–۳ (۵–۴ پنالتی)                                            | لستر سیتی (۱)                | لیورپول                                                    |
| ۱۹:۴۵ GMT                                                   | - اکسلید-چمبرلین ۱۹' - ژوتا ۶۸' - مینامینو ۹۰+۵' | گزارش                                                       | - واردی ۹'، ۱۳' - مدیسون ۳۳' | ورزشگاه: ورزشگاه آنفیلد تماشاگران: ۵۲٬۰۲۰ داور: اندرو مدلی |
|                                                             | ضربات پنالتی                                     |                                                             |                              |                                                            |
| - میلنر - فیرمینو - اکسلید-چمبرلین - کیتا - مینامینو - ژوتا |                                                  | - تیلمانس - مدیسون - آلبرایتون - توماس - ایهیناچو - برتراند |                              |                                                            |

| ۲۲ دسامبر ۲۰۲۱ | تاتنهام هاتسپر (۱)        | ۲–۱   | وستهام یونایتد (۱) | تاتنهام                                                             |
| ۱۹:۴۵ GMT      | - برخواین ۲۹' - لوکاس ۳۴' | گزارش | - بوون ۳۲'         | ورزشگاه: ورزشگاه تاتنهام هاتسپر تماشاگران: ۴۰٬۰۳۱ داور: کریس کاوانا |

## نیمه نهایی‌ها
چهار تیم دور نیمه نهایی، همگی از لیگ برتر بودند و قرعه‌کشی این مرحله به تاریخ ۲۲ دسامبر ۲۰۲۱ برگزار شد.
همچون فصل ۲۰–۲۰۱۹، دور نیمه نهایی به شیوه رفت و برگشتی برگزار شد، در حالی که در فصل ۲۱–۲۰۲۰، به دلیل تراکم برنامه بازی‌ها در پی تعلیق‌های ناشی از شیوع کووید ۱۹، نیمه‌نهایی‌ها با تک‌بازی برگزار شدند. برنامه این بود تا بازی‌های دور رفت و برگشت به ترتیب در هفته‌های آغاز شده از ۳ و ۱۰ ژانویه ۲۰۲۲ برگزار شوند، با این حال در ۵ ژانویه ۲۰۲۲، لیگ فوتبال بازی دور رفت را میان آرسنال و لیورپول به دلیل موارد گزارش شده از کووید ۱۹ میان بازیکنان و عوامل لیورپول تا ۱۳ ژانویه به تعویق انداخت. این تأخیر سبب شد تا بازی رفت در خانه لیورپول و بازی برگشت به تاریخ ۲۰ ژانویه ۲۰۲۲ در خانه آرسنال برگزار شود.
| چلسی (۱)                | ۲–۰   | تاتنهام هاتسپر (۱) |
| ----------------------- | ----- | ------------------ |
| - هاورتز ۵' - دیویس '۳۴ | گزارش |                    |

| تاتنهام هاتسپر (۱) | ۰–۱   | چلسی (۱)     |
| ------------------ | ----- | ------------ |
|                    | گزارش | - رودیگر ۱۸' |

چلسی در مجموع ۳–۰ پیروز شد.
| لیورپول (۱) | ۰–۰   | آرسنال (۱) |
| ----------- | ----- | ---------- |
|             | گزارش |            |

| آرسنال (۱) | ۰–۲   | لیورپول (۱)     |
| ---------- | ----- | --------------- |
|            | گزارش | - ژوتا ۱۹'، ۷۷' |

لیورپول در مجموع ۲–۰ پیروز شد.

## فینال
چلسی و لیورپول هماورد یکدیگر در فینال شدند که به تاریخ ۲۷ فوریه ۲۰۲۲ برگزار شد. همچون فینال سال ۲۰۲۰ و طبق روال همیشگی، فینال در فوریه برگزار شد، بر خلاف فینال سال ۲۰۲۱ که در آوریل برگزار شد تا با توجه به محدودیت‌های ناشی از کووید ۱۹ در انگلستان، تماشاگران بتوانند در ورزشگاه حاضر شوند. ورزشگاه ومبلی در ومبلی از منطقه برنت لندن میزبان این بازی بود. قهرمان، جواز حضور را در لیگ کنفرانس اروپا ۲۳–۲۰۲۲ به کسب می‌کرد، مگر آنکه سهمیه لیگ قهرمانان اروپا ۲۳–۲۰۲۲ یا لیگ اروپا ۲۳–۲۰۲۲ را به دست می‌آورد.
| چلسی                                                                                                 | ۰–۰ (و.ا.) | لیورپول                                                                                                 |
| --- | ---------- | --- |
| | گزارش      | |
| ضربات پنالتی                                                                                         |            | |
| - آلونسو - لوکاکو - هافترس - جیمز - جورجینیو - رودریگر - کانته - ورنر - سیلوا - چالوبا - آریزابالاگا | ۱۰–۱۱      | - میلنر - فابینیو - فن دایک - الکساندر-آرنولد - صلاح - ژوتا - اوریگی - رابرتسون - الیوت - کوناته - کلهر |

## گلزنان برتر
| رتبه | بازیکن              | باشگاه                        | گل‌ها |
| ---- | ------------------- | ----------------------------- | ---- |
| ۱    | مارکوس فورس         | باشگاه فوتبال برنتفورد        | ۵    |
| ۱    | ادوارد انکتیا       | باشگاه فوتبال آرسنال          | ۵    |
| ۳    | کامرون آرچر         | باشگاه فوتبال استون ویلا      | ۴    |
| ۳    | تاکومی مینامینو     | باشگاه فوتبال لیورپول         | ۴    |
| ۳    | ایدن او'برایان      | باشگاه فوتبال ساندرلند        | ۴    |
| ۳    | امیل ریس یاکوبسن    | باشگاه فوتبال پرستون نورث اند | ۴    |
| ۳    | جی رودریگز          | باشگاه فوتبال برنلی           | ۴    |
| ۸    | پیر امریک اوبامیانگ | باشگاه فوتبال آرسنال          | ۳    |
| ۸    | محمد الیونسی        | باشگاه فوتبال ساوت‌همپتون      | ۳    |
| ۸    | دیگو ژوتا           | باشگاه فوتبال لیورپول         | ۳    |
| ۸    | مورگان ویتاکر       | باشگاه فوتبال سوانزی سیتی     | ۳    |
| ۸    | یوآن ویسا           | باشگاه فوتبال برنتفورد        | ۳    |